# 琴川街道
琴川街道是中华人民共和国江苏省苏州市常熟市下辖的一个街道办事处。
2017年11月21日，江苏省人民政府批复同意撤销虞山镇。以原虞山镇所辖藕渠、枫泾、颜北、绿源、洪泾里、阜湖、漕湖、湖苑、迎春、花溪苑、荷花、庞浜、环湖、琴湖、青龙、花溪、锦荷、金山、富阳、胜湖、昭文、衡山、兴隆、虞园、虞东、杨荡、漕泾、泰山、世茂、珠江、润欣、衡泰、中南南苑、虞枫、锦丰、百盛36个居委会和渠中、湖圩、新厍、梦兰、戈庄、泰慈、东环、泰安、石墩、浦浜、九里、景龙、新造、泯泾、大虹桥15个村委会区域设立常熟市琴川街道。琴川街道办事处驻百盛居委会境内，办公地址为金山路9号。

## 行政区划
琴川街道下辖以下村级行政区划单位：
藕渠社区、枫泾社区、颜北社区、绿源社区、洪泾里社区、阜湖社区、漕湖社区、湖苑社区、迎春社区、花溪苑社区、花溪社区、荷花社区、环湖社区、庞浜社区、琴湖社区、青龙社区、昭文社区、衡山社区、兴隆社区、虞园社区、虞东社区、漕泾社区、杨荡社区、泰山社区、锦荷社区、世茂社区、金山社区、富阳社区、胜湖社区、珠江社区、润欣社区、中南南苑社区、衡泰社区、虞枫社区、锦丰社区、百盛社区、渠中村、戈庄村、湖圩村、新厍村、梦兰村、泯泾村、泰慈村、九里村、泰安村、石墩村、浦浜村、东环村、大虹桥村、景龙村和新造村。